# Huguo Shoucheng
Huguo Shoucheng (chiń. 護國守澄 pinyin Hùguó Shǒuchéng; kor. 호국수징 Hoguk Sujing; jap. Gokoku Shuchō/Jōka; wiet. Hộ Quốc Thú Chừng; ur. IX wiek, zm. X wiek) – chiński mistrz chan ze szkoły caodong. Znany także jako Jingguo.

## Życiorys
Był uczniem i spadkobierca mistrza chan Sushana Kuangrena. Żył i nauczał w klasztorze Huguo na górze Suicheng w Suizhou (na północ od miasta Wuhan).
Występuje w Koanie 28 z Congrong lu.
Huguo wszedł do sali i przemówił do mnichów słowami: „Wszyscy wielcy mistrzowie z czterech stron świata, we wszystkich okolicznościach, wchodzili aby wykładać na podwyższenie dla ludzi. I kiedykolwiek ktoś pytał ich o znaczenie Bodhidharmy przychodzącego z zachodu, żaden z nich nie odpowiedział bezpośrednio na pytanie.”
Jakiś mnich wtedy powiedział: „Proszę mistrza o odpowiedź na to pytanie.”
Huguo powiedział: „Osioł z Hebei rży. Pies z Henan szczeka.”
Mnich spytał: „Czym jest Budda?”
Huguo krzyknął z odrazą: „Ty ośle!”
Mnich spytał: „Dlaczego Bodhidharma przyszedł z zachodu?”
Huguo powiedział: „Kiedy jedna osoba to mówi, to plotka. Kiedy tysiące to mówią, to fakt.”

## Linia przekazu Dharmy zen
Pierwsza liczba oznacza liczbę pokoleń mistrzów od 1 Patriarchy indyjskiego Mahakaśjapy.
Druga liczba oznacza liczbę pokoleń od 28/1 Bodhidharmy, 28 Patriarchy Indii i 1 Patriarchy Chin.
Trzecia liczba oznacza początek nowej linii przekazu w danym kraju.
- 38/11. Dongshan Liangjie (807–869) Szkoła caodong
  - 39/12. Sushan Kuangren (837–909)
    - 40/13. Huguo Shoucheng (bd)

  - 39/12. Qinglin Shiqian (bd)
  - 39/12. Yuezhou Qianfeng (bd)
  - 39/12. Longya Judun (835–923)
  - 39/12. Qinshan Wensui (bd)
  - 39/12. Caoshan Benji (840–901)
  - 39/12. Yunju Daoying (zm. 902)
    - 40/13/1. Chinch'ŏl Iŏm (869–936) Korea, szkoła sumi san
    - 40/13. Tong’an Daopi (Daoying) (bd)
      - 41/14. Tong’an Guanzhi (bd)